# Cyperus subtilis
Cyperus subtilis är en halvgräsart som först beskrevs av Georg Kükenthal, och fick sitt nu gällande namn av Väre och Ilkka Toivo Kalervo Kukkonen. Cyperus subtilis ingår i släktet papyrusar, och familjen halvgräs.
Artens utbredningsområde är Senegal. Inga underarter finns listade i Catalogue of Life.